# 간독성
간독성(肝毒性, hepatotoxicity), 간세포독 또는 간세포독성(肝細胞毒性)은 화학적 원인에 인한 간의 손상을 의미한다.
간은 화학물질을 변환시키고 치우는 역할을 하며, 이러한 물질들에 의해 독성효과에 민감하다. 어떤 의학 물질에서는, 과다복용하거나, 치료 범위내에서 사용하더라도, 장기를 손상시킬 수 있다. 다른 화학 물질, 예를 들면 실험실이나 산업용으로 쓰이는 것들, 자연적인 화학물질들(예를 들면 미소시스틴), 약용식물들도 간독성을 유발할 수 있다. 간에 손상을 초래하는 화학물질들을 간장독이라 한다.
900가지가 넘는 약제들이 간 손상을 초래하는 원인으로 알려졌으며, 이것이 약제들이 시장에서 철수하는 가장 흔한 원인이 된다. 화학물질들은 종종 간기능 검사로만 비정상으로 나타나는 증상 없는 손상을 준다. 약제로 인한 간 손상은 입원 환자의 5%, 급성 간 부전의 50%의 원인이 된다.

## 간에서의 대사
인체는 모든 약제를 외부 물질로 인식하며, 이들의 제거에 적합한 다양한 화학적 과정으로 처리한다. 여기에는 1) 지방의 용해를 줄이고 2) 생물학적 과정을 변화시키는 화학적 변환이 관련된다. 인체의 거의 모든 조직은 화학물질을 대사작용하는 약간의 능력을 갖고 있지만, 간의 활면소포체에서 내인성의 화학물질(예를 들면, 콜레스테롤, 스테로이드 호르몬, 지방산, 단백질 등)과 외인성의 물질들(예를 들면 약제)을 주로 처리한다. 간은 정리, 변환하는 주요 역할을 담당하여, 약제로 인한 손상을 입기 쉽다.
약물대사는 보통 2단계로 나뉜다. 1상(1단계) 작용은 2단계 약물을 준비한다고 여겨진다. 어쨌거나, 많은 화합물이 직접 2상(2단계)에 의해 처리되기도 한다. 1상 작용은 산화, 환원, 가수분해, 수화작용(hydration)과 다른 많은 화학 작용이 관련되어 있다. 이러한 과정들은 약제의 물에 대한 가용성을 증가시키는 경향이 있으며, 보다 활동적이며 독이 될 수 있는 대사산물을 생성한다. 2상은 대부분 시토졸에서 일어나며, 전달 효소를 통해 내부에서 생성된 화합물과의 반응(conjugation)이 수반된다. 화학적으로 활성화된 1상 생성물은 이 단계에서 상대적으로 비활성, 제거에 적합하게 된다.
한 무리의 효소들이 시토크롬 P450(CYP450)으로 알려진 소포체에 위치하는데, 이들은 간에서 가장 중요한 대사 효소군이다. 시토크롬 P-450은 전자전달계의 최종 산화효소 요소이다. 이는 단일한 효소가 아니며, 긴밀하게 연관된 50가지 'isoform'으로 구성되어 있다. 이들 중 6가지가 약제의 90%를 대사작용으로 처리한다. 각 P-450 유전자산물과 그 이류는 매우 다양하여, 간이 (거의 모든 약제들을 포함한) 상당히 많은 종류의 화학물질들을 1상에서 산화시키는 것이 가능하다.
P450 체계의 약제로 인한 독성에 영향을 주는 특징으로 다음의 세 가지를 들 수 있다.
유전적 다양성
P-450 단백질의 각각은 독특하며, 어느 정도는 개인간의 약제에 대한 대사 차이의 원인이 된다. 환자가 통상적인 투여량에 특이한 감수성이나 내성을 보일 경우, CYP450 대사의 유전적 다양성(다형성)을 고려해야 한다. 이러한 다형성은 또한 서로 다른 민족적 배경을 가진 환자들 사이의 약제에 대한 반응 차이의 원인이 되기도 한다.
2. 효소 활성의 변화
많은 물질들이 P-450 효소의 기제에 영향을 줄 수 있다. 약제는 여러 방법으로 효소군과 상호작용한다. 시토크롬 P-450 효소를 조정하는 약제를 억제제 또는 유도 인자라 한다. 효소 억제제는 하나 또는 여러 종류의 P-450 효소의 대사 작용을 차단한다. 이러한 효과는 통상 즉각 일어난다. 반면, 유도 물질은 P-450의 합성을 늘려 활동을 증가시킨다. 약제의 반감기에 따라, 효소 활동의 증가는 보통 지연 시간이 있다.
3. 경쟁적 억제
약제에 따라서는 동일한 P-450을 공유하여 이들의 생물학적 변환을 막을 수 있다. 이는 해당 효소에 의해 처리되는 약제의 축적을 초래할 수 있다. 이런 유형의 약물 상호작용은 또한 독성 기질의 생산 속도를 줄일 수 있다.

## 간 손상의 기제
약제들은 간독성의 늦은 발견으로 판매가 중단되고 있다. 간은 독특한 물질대사와 소화와의 밀접한 관계로부터 약제와 다른 물질로 손상을 입기 쉽다. 간에 도달하는 75%의 혈액이 위장으로부터 오며, 간문맥을 통해 비장(지라)에 도달하는데, 이때에 약제와 인공 유기화합물(xenobiotics)을 농축 형태로 전달한다. 간 손상을 초래하거나 손상 과정을 악화시키는 기제는 여러 가지가 있다.
많은 화학물질이 세포내에서 에너지를 생산하는 미토콘드리아를 손상시킨다. 미토콘드리아의 기능 장애는 과도한 산화제를 방출하며, 이것이 간 세포를 해치게 된다. 또한, CYP2E1과 같은 시토크롬 P-450 내부의 일부 효소가 활성화되어 산화 스트레스를 초래한다. 간세포와 담관 세포의 손상은 간 내부의 담즙산을 축적시키며, 이로부터 간 손상이 촉진된다.

## 약제의 부작용

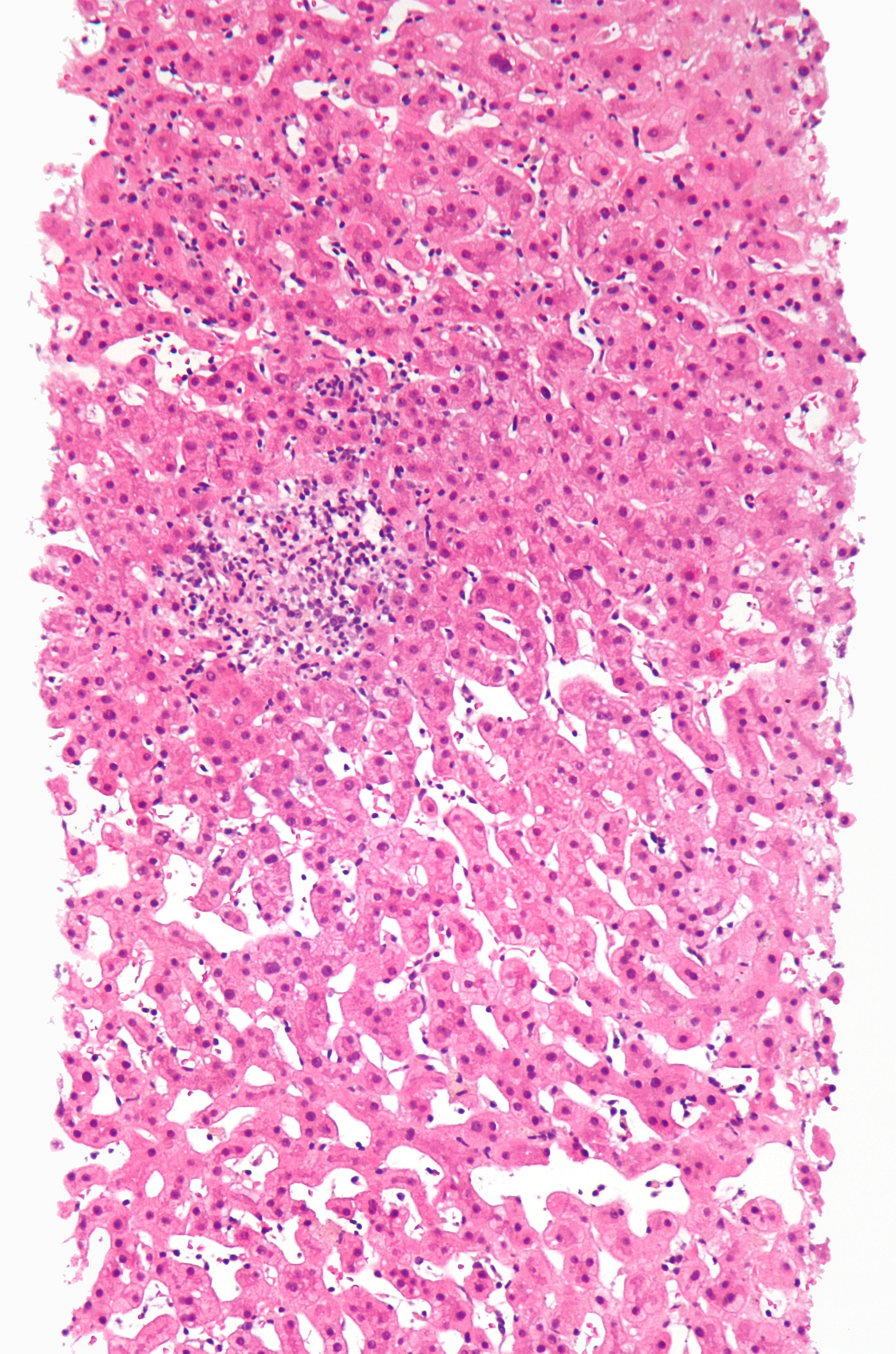
약제로 인한 간염

약제로 인한 부작용은 약제 고유의 A형과 특이체질반응의 B형으로 나눌 수 있다. A형 부작용은 모든 독성 효과의 80%를 차지한다.
약제 또는 '약리적인'(A형) 간독성을 갖는 독소는 '예측할 수 있는' 용량반응관계(농도가 높을 수록 큰 간 손상을 초래)가 있으며, 간 조직에 직접적으로 손상을 주거나, 대사 과정을 막는 등의 대사의 특징을 따른다. 아세트아미노펜의 과다 복용의 경우처럼, 이런 형태의 손상은 독성의 어떠한 한계점에 도달한 직후에 발생한다.
특이 반응(B형)에 의한 손상은 경고 없이 발생한다. 이는, 약제가 예민한 개인에 용량이나 가변적인 잠복기와 관련되지 않은 '예측할 수 없는' 간독성을 초래했을 경우에 해당된다. 이러한 종류의 손상은 명확한 용량-반응이나 시간 관계가 존재하지 않으며, 대부분의 경우 예측할 수 있는 모형이 없다. 특이 반응에 의한 간독성은 FDA 인증 과정에서 엄격한 임상 검증 과정을 거친 여러 약제들(Rezulin, Trovan 등)을 시장에서 철수시켰다.

## 간 손상의 양상
화학물질들은 다양한 임상적이고 병적인 간 손상을 초래한다. 생물학적 지표들(예를 들면, 알라닌 아미노기 전이효소, 알칼리성 인산가수분해효소, 빌리루빈)이 종종 간 손상을 나타내는 데 쓰인다. 간 손상은 1) 알라닌 아미노기 전이효소(alanine transferase, ALT) 수치가 정상 상한치(upper limit of normal ,ULN)의 3배를 넘었을 때, 2) 알칼리성 인산가수분해효소(alkaline phosphatase, ALP) 수치가 ULN의 2배를 넘었을 때, c) 총 빌리루빈 수치가 ULN의 2배를 넘고 ALT와 ALP의 증가와 관련이 있을 때로 정의한다. 간 손상은 또한 간세포형(알라닌 전달 효소가 최초로 증가하는 경우)과 담즙울체성(알칼리 포스파타아제가 최초로 증가하는 경우)으로 나눌 수 있다. 어쨌든, 이들은 상호 배제하지 않으며, 혼합된 형태의 손상이 종종 발견된다.
약제로 인한 간 손상의 구체적인 조직병리학적 양상은 다음과 같다.
구역 괴사(Zonal Necrosis)
약제로 인한 간 세포 괴사의 가장 흔한 형태로, 대체로 간 소엽의 특정 구역에 한정되어 손상이 일어난다. 이는 매우 높은 ALT 수치를 나타낼 수 있으며, 급성 간 부전을 초래할 수 있다.
원인으로는, 파라세타몰, 사염화탄소 등을 들 수 있다.
간염
여기에서는 간세포 괴사가 염증 세포의 침윤과 연관되어 있다. 약제로 인한 간염에는 세 가지 형태가 있다. 1) 바이러스성 감염형이 가장 흔하며, 조직학적 특징이 급성 바이러스성 간염과 유사하다. 2) 국소 또는 일반적인 간염에서는 흩어진 세포 괴사의 국소들이 림프구 침투를 동반할 수 있다. 3) 급성 간염형은 자가면역간염과 임상적, 조직학적, 혈청학적으로 매우 유사하다.
원인으로는 다음과 같은 약제들을 들 수 있다.
1) 바이러스형 감염형: 할로세인, 이소니아지드, 페니토인
2) 국소 간염: 아스피린
3) 급성 간염: 메틸도파, 디클로페낙(diclofenac)
담즙 분비 중지
간 손상이 담즙의 흐름에 장애를 초래하여 임상적으로 가려움과 황달 증상이 두드러진다. 조직학적으로 염증(담즙울체성간염)을 보일 수도, 조직질실의 염증이 없을 수도 있다. 드문 경우, 점진적으로 담관이 파괴되면서 쓸개즙 간경변증과 유사한 증상을 초래할 수 있다.
원인은 다음과 같다.
1) 염증이 없는 경우: 경구 피임약, 아나볼릭 스테로이드, 안드로겐
2) 염증을 유발하는 경우: 알로퓨리놀, 코-아목시클라브(co-amoxiclav), 카르바마제핀
3) 담관: 클로르프로마진, 플리클록사실린(flucloxacillin)
지방증
간독성은 트리글리세리드의 축적을 드러내어 아주 작거나 큰 수포성 지방간을 초래할 수 있다. 지방증의 또 다른 형태로 인지질이 축적되어 유전성 인지질 대사 결함과 유사한 증상을 보이는 경우도 있다. (예를 들면, 테아삭병)
원인은 다음과 같다.
1) 미세수포성: 아스피린 (라이 증후군), 케토프로펜, 테트라시클린
2) 거대수포성: 아세트아미노펜, 메토트렉세이트
3) 인지질: 아미오다론(Amiodarone), 종합 비경구 영양
육아종
약제로 인한 간 육아종은 보통 다른 조직의 육아종과 관련되어 있으며, 환자는 일반적으로 전신적인 맥관염과 과민증을 겪는다. 50가지 이상의 약제가 관련되어 있다.
원인
알로퓨리놀, 페니토인, 이소니아지드, 퀴닌, 페니실린, 퀴니딘
맥관 손상(Vascular lesions)
이들은 맥관 내피의 손상에 기인한다.
원인:
간중심정맥폐색증: 화학치료제, 부시 차(bush tea)
간자반병: 아나볼릭 스테로이드
버드-키아리 증후군(간 정맥 혈전): 경구 피임약
종양
종양은 지속된 약제나 독성의 노출과 함께 설명되어왔다. 간세포의 상피성 암, 혈관 육종, 선종 등이 종종 보고된다.
원인:
염화 비닐, 종합 경구 피임약, 아나볼릭 스테로이드, 비소, 토로트라스트

## 치료 및 예후
대부분의 경우, 문제가 되는 약제가 조기에 중단되면 간 기능은 정상으로 돌아온다. 추가적으로, 환자가 도움이 되는 치료를 필요로 할 수 있다. 약제로 인한 간독성으로 급격히 진행한 간 부전에 간 이식이 필요할 수 있다. 과거에는 알레르기 특징이 있으면 글루코코티코이드를, 담즙울체성의 경우에는 우루소데옥시콜산을 사용하였으나, 그 효과는 충분히 입증되지 않았다.
혈청의 빌리루빈 수치가 관련 아미노기 전달 효소의 상승과 함께 정상 상한치의 2배가 넘을 수준으로 올라가는 것은 전망이 불안하다. 이는 간독성이 심하여 약제의 투여를 중단하지 않는다면 환자의 10 ~ 15%가 사망할 수 있음을 의미한다. 이는 빌리루빈이 배출되려면 간에 큰 손상이 있어야 하며, 가벼운 손상으로는 황달에 이르지 않는다는 것에 기인한다.